# Bank of the West Classic 2000
Bank of the West Classic 2000 — тенісний турнір, що проходив на відкритих кортах з твердим покриттям в Taube Tennis Center в Стенфорді (США). Належав до турнірів 2-ї категорії в рамках Туру WTA 2000. Відбувсь удвадцятьдев'яте і тривав з 24 до 30 липня 2000 року. Друга сіяна Вінус Вільямс здобула титул в одиночному розряді й отримала 87 тис. доларів США.

## Фінальна частина

### Одиночний розряд
Вінус Вільямс —  Ліндсі Девенпорт, 6–1, 6–4
- Для Вільямс це був 2-й титул в одиночному розряді за рік, і 11-й — за кар'єру.

### Парний розряд
Чанда Рубін /  Сандрін Тестю —  Кара Блек /  Емі Фрейзер, 6–4, 6–4